# Serradelle
Serradelle (Ornithopus sativus) is een eenjarige plant uit de vlinderbloemenfamilie (Leguminosae) en werd vroeger op de zandgronden gebruikt als voedergewas en voor groenbemesting. Serradelle werd tegelijk met het graan als dekvrucht of in een vroege stoppel gezaaid. Begin eenentwintigste eeuw is het weer in groenbemestermengsels te vinden. In de Lage Landen is het een cultuurplant, de soort komt van origine uit het Middellandse Zeegebied.

## Beschrijving
De plant wordt 30 - 60 cm lang. De stengels zijn meestal opstijgend tot rechtopstaand. De oneven geveerde bladeren hebben 5 - 15 paar blaadjes. De stelen van de bloeiwijze zijn vaak langer dan het blad. De bloeiwijze is een platte tros met ongeveer zes bloemen. Serradelle bloeit in juni tot in augustus met witte of roze bloemen. De kroonbladen zijn 6 - 9 mm lang. Het schutblad van de bloeiwijze is korter dan de bloemen. De kelkbuis en de kelktanden zijn ongeveer even lang.
De 15-40 mm lange en 4-5 mm brede, rechte, gelede peulen staan rechtop. De peul is aan de top kort ( 1 -2 mm) toegespitst. De gelede, rijpe peul valt uiteen. De lang-ovale, gele of roodbruine zaden zijn ongeveer 3 mm lang en 1,5 mm breed.

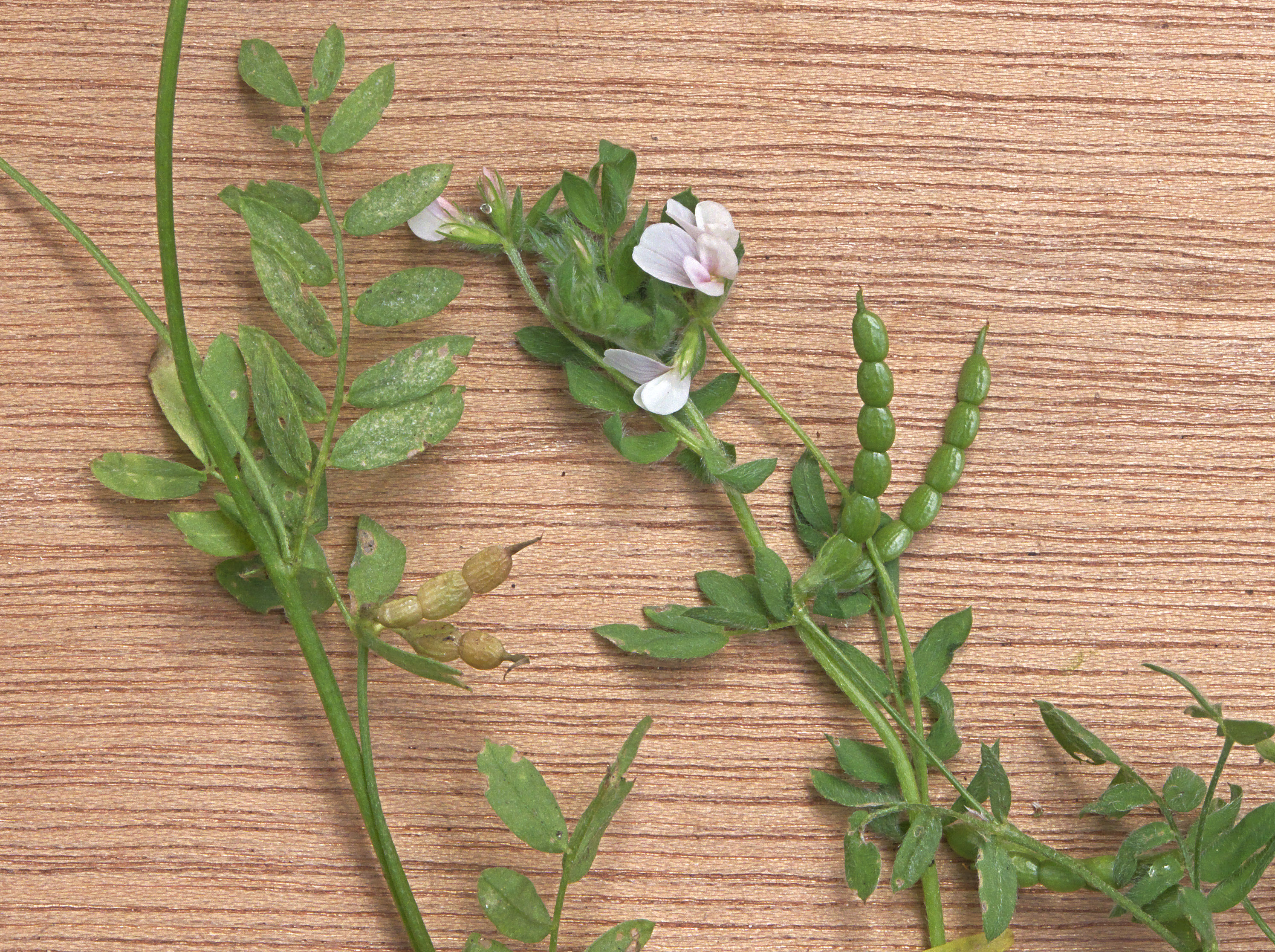
Serradelle met blad, bloemen en jonge peulen

### Peulen en zaden

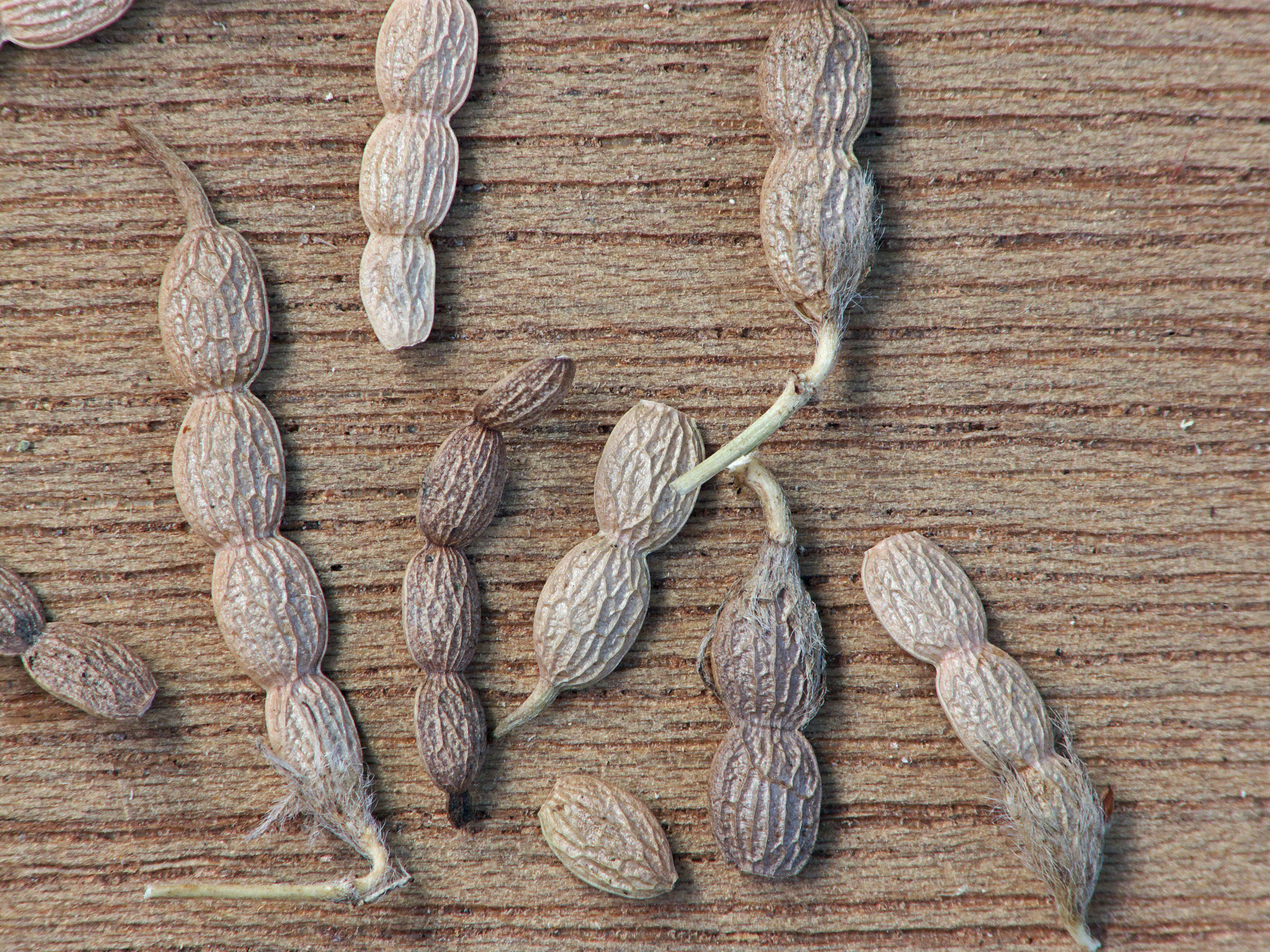
Peulen
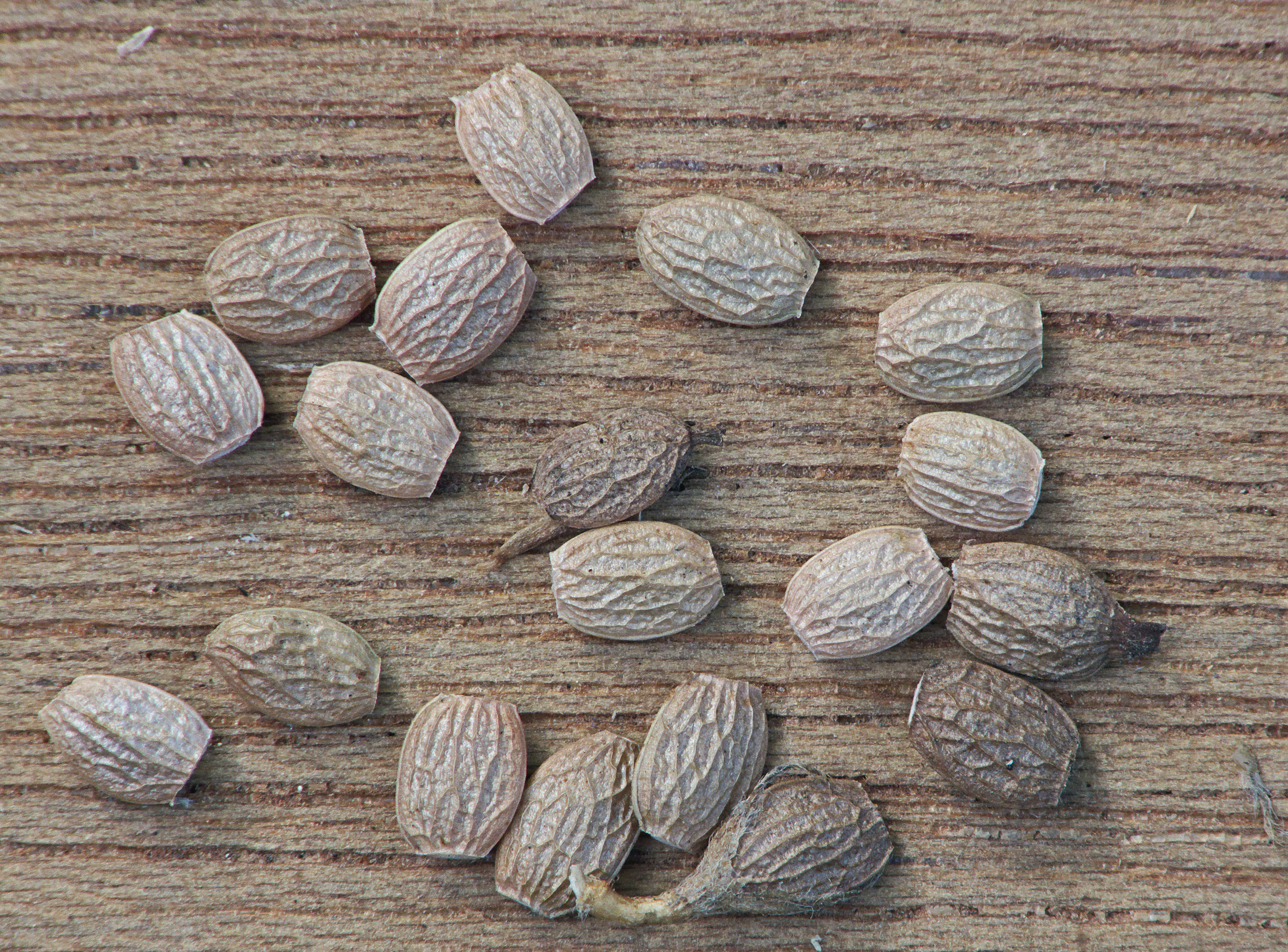
In stukjes gebroken peulen
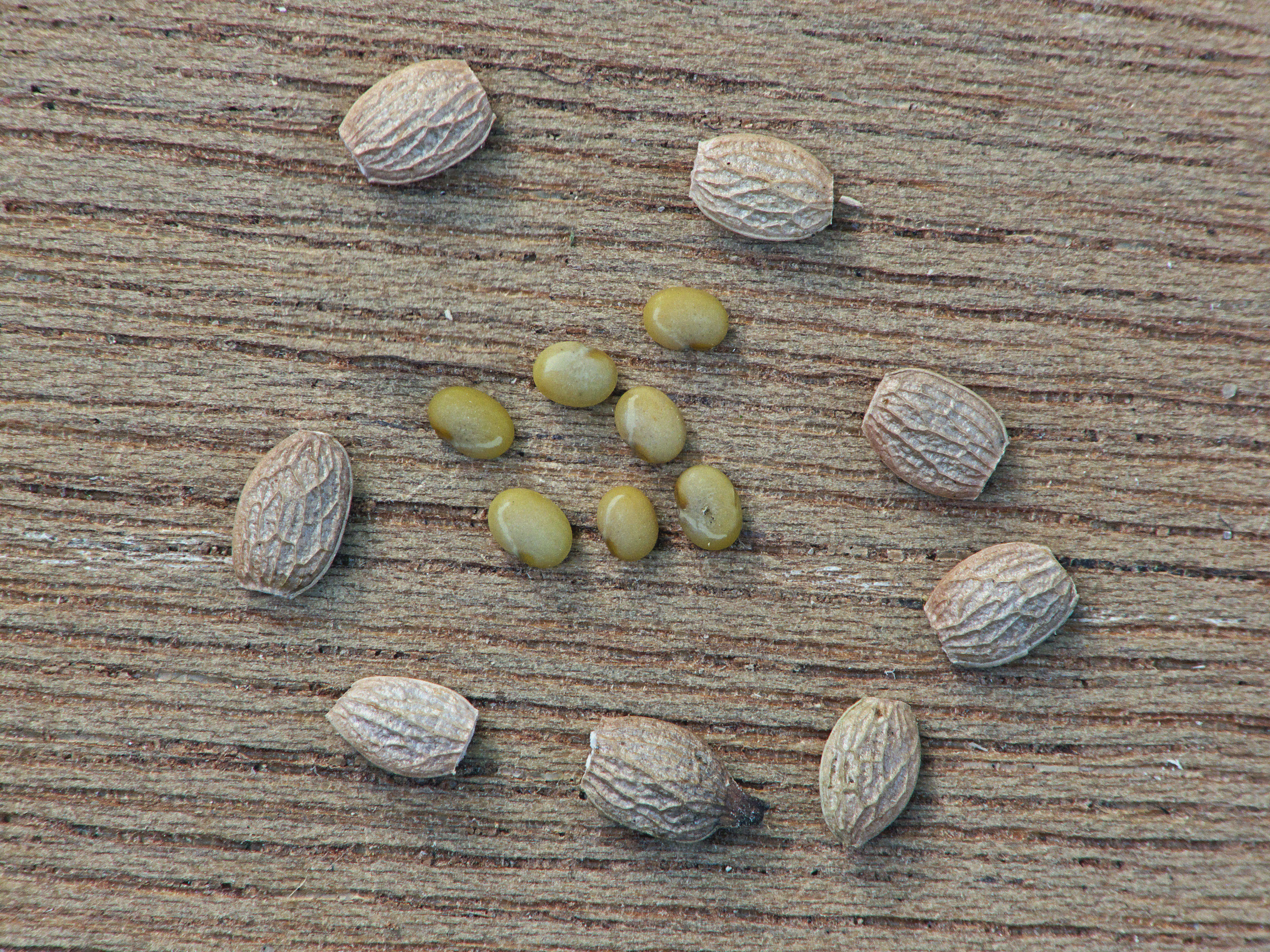
Zaden (2,5 mm lang) en peulstukjes (4 mm lang)

## Namen in andere talen
- Duits: Großer Vogelfuß
- Engels: Common bird's foot
- Frans: Ornithope cultivé